# Von der Hude & Hennicke

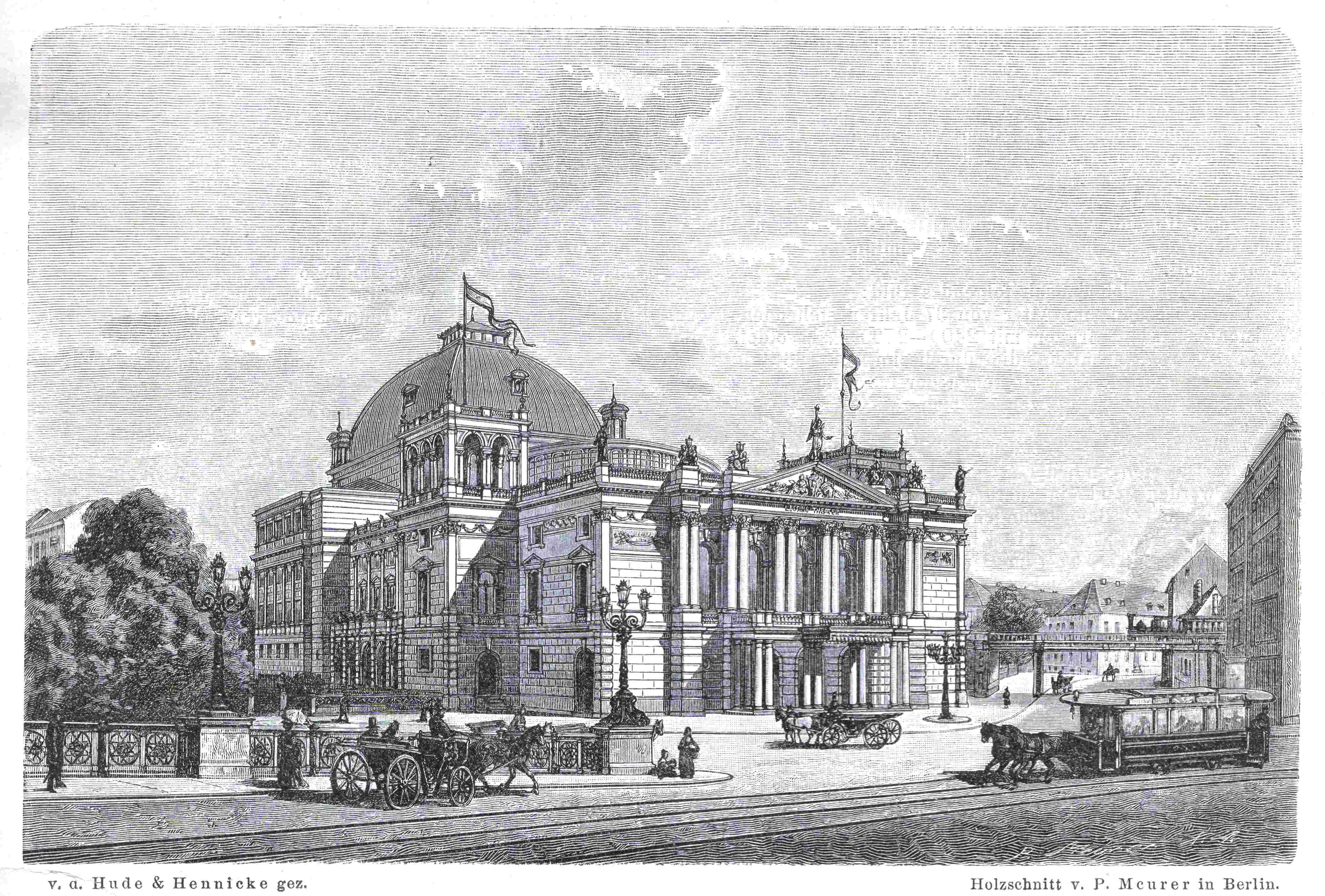
Lessingtheater am Friedrich-Karl-Ufer in Berlin, 1888

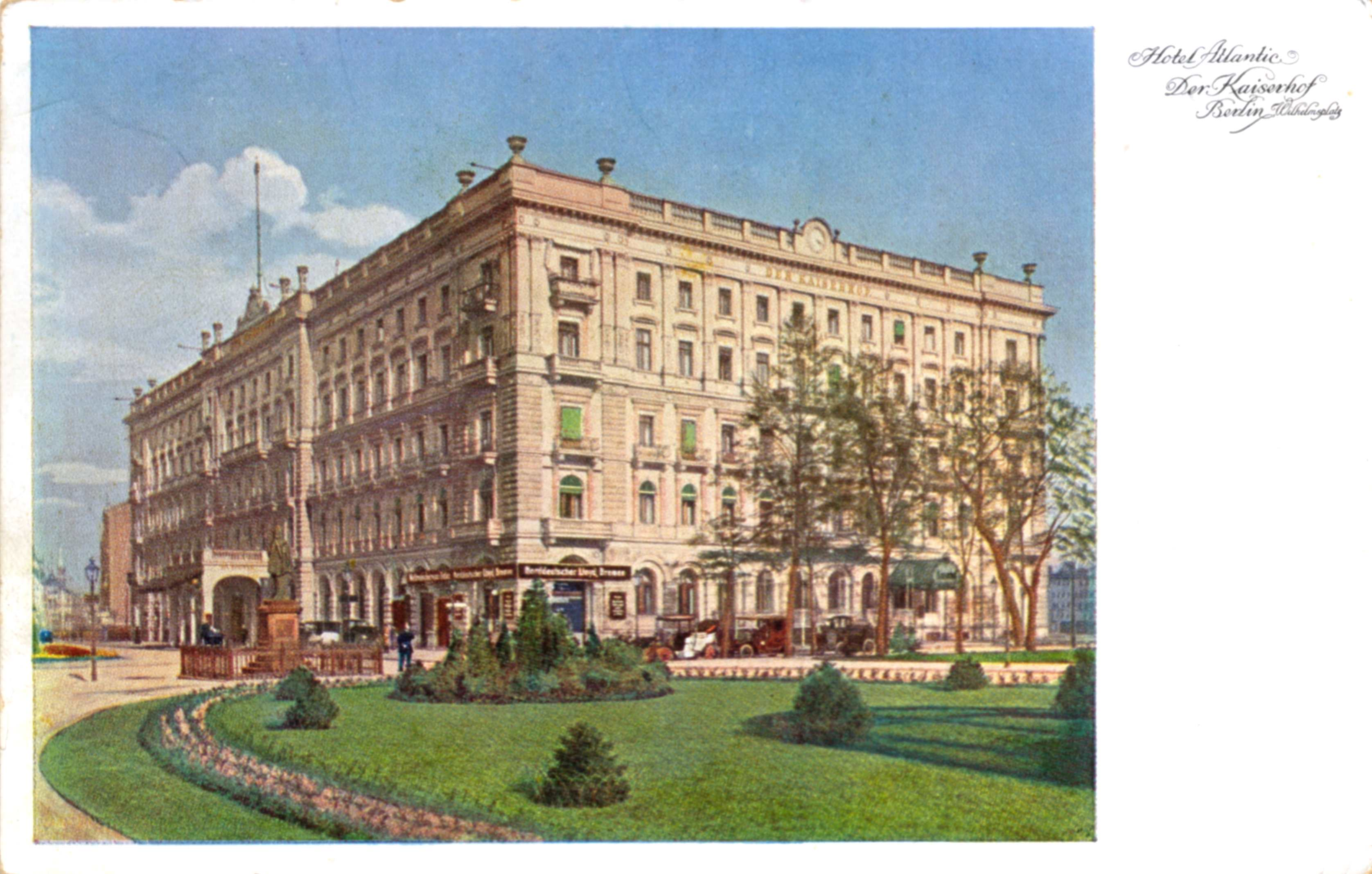
Hotel Kaiserhof am Wilhelmplatz in Berlin

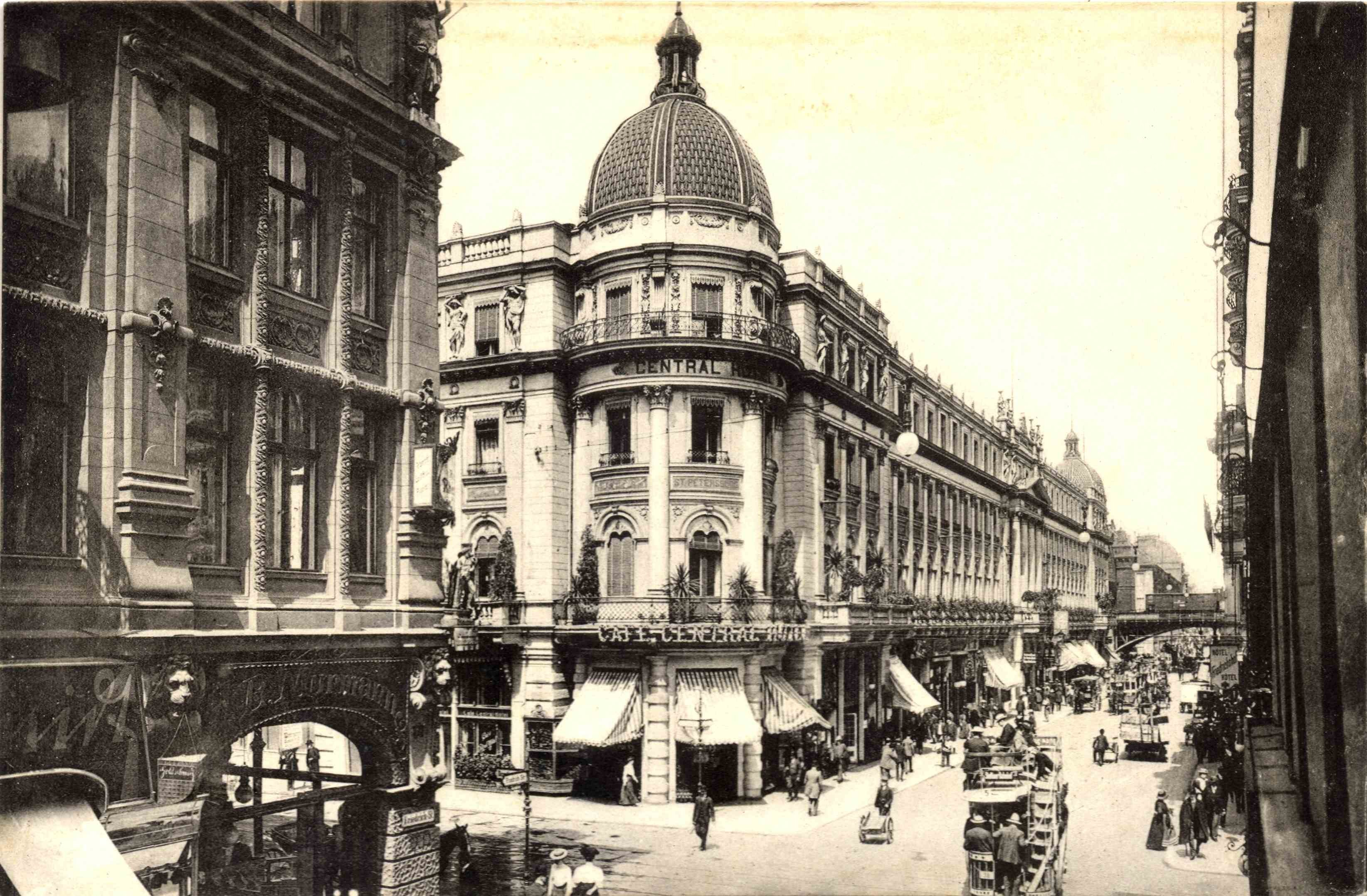
Central-Hotel an der Friedrichstraße in Berlin

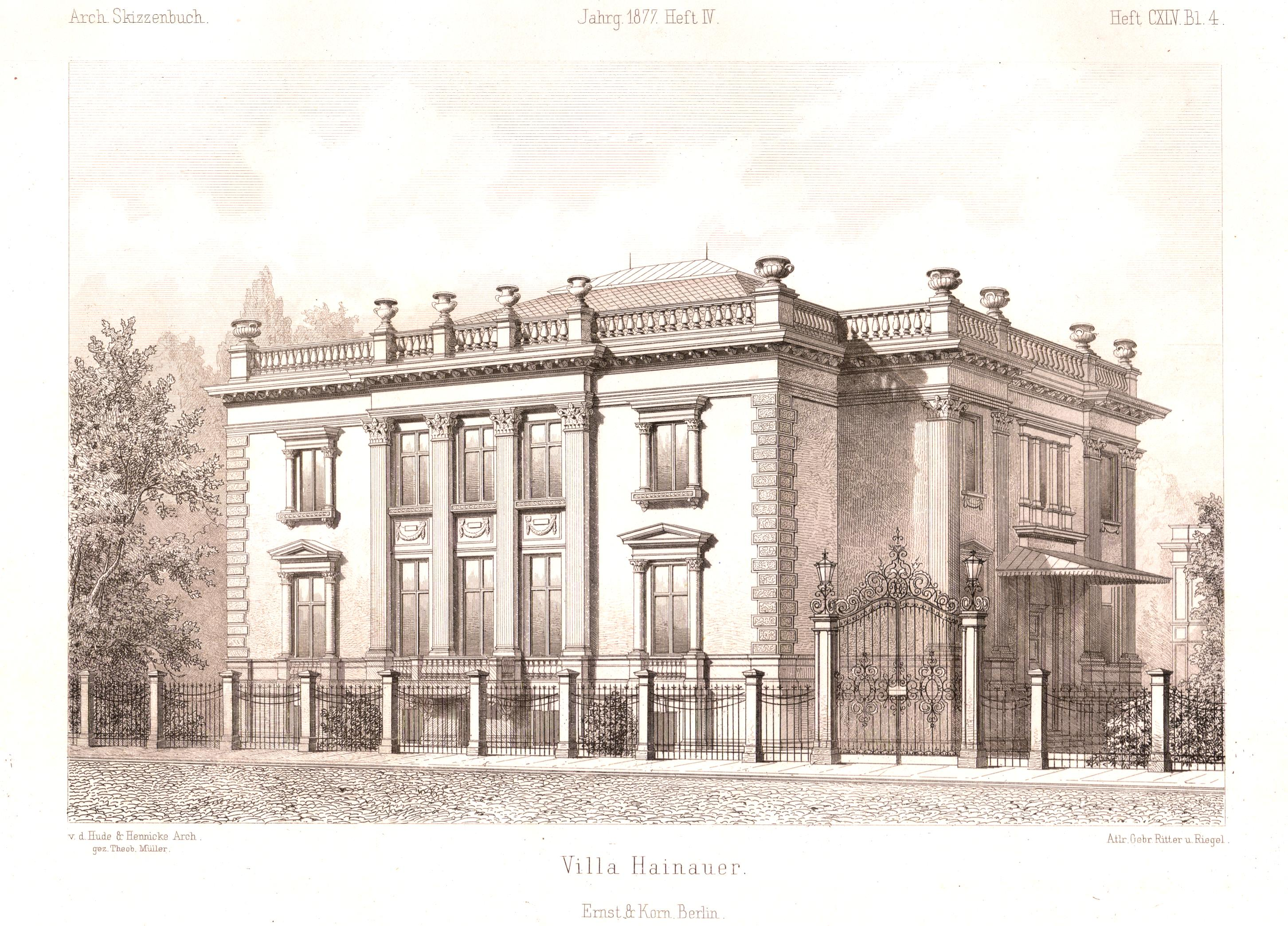
Villa Hainauer an der Rauchstraße in Berlin (zerstört)

Das Berliner Architekturbüro von der Hude & Hennicke bestand von 1860 bis März 1892 als Gründung der Architekten Hermann von der Hude und Julius Hennicke.
In der Art der Bauaufgaben war das Büro vielfältig und flexibel. So entstanden Wohnhäuser und Villen, vor allem im Großen Tiergarten, Geschäftshäuser und Hotelbauten, darunter 1873–1875 Berlins erstes Luxushotel, das Hotel Kaiserhof am Wilhelmplatz, das kurz nach der Eröffnung abbrannte und 1876 nach dem Wiederaufbau ein zweites Mal eröffnet wurde. Das Lessingtheater (Friedrich-Karl-Ufer 1, seit 1951 Kapelle-Ufer) war 1888 der erste Theaterneubau in Berlin nach über zwanzig Jahren und damit entsprechend beachtet. Julius Hennickes Studienreise 1865 durch verschiedene Länder Europas zum Studium großstädtischer Schlachthäuser, die daraus entstandene Publikation Bericht über Schlachthäuser und Viehmärkte in Deutschland, Frankreich, Belgien, Italien, England und der Schweiz sowie die Entwürfe für den Schlacht- und Viehhof in Berlin (nicht ausgeführt) und den Schlachthof in Budapest zeigen das Interesse auch an den profaneren Bauaufgaben des 19. Jahrhunderts. Eine weitere Publikation Hennickes 1881, Mittheilungen über Markthallen in Deutschland, England, Frankreich, Belgien und Italien, beschäftigt sich ebenfalls mit Bauten zur Lebensmittelversorgung in den großen Städten.
Die beiden Partner kamen durch ihre Ausbildung an der Berliner Bauakademie und ihre Lehrer Ludwig Persius und Friedrich August Stüler aus der Schinkelschule. Einige Bauten wie die zerstörte Villa Markwald oder die ebenfalls zerstörte Villa von Julius Hennicke ließen dies gut erkennen. Allerdings wandten sie sich neueren Strömungen und damit den vielfältigen Formen des Historismus zu, die sie bevorzugt bei Repräsentationsbauten virtuos einsetzen. Beispielsweise verwendeten die Architekten beim Lessingtheater für die Fassade Formen der Neorenaissance, für den Zuschauerraum dagegen des Neorokoko.
Viele Bauten des Architekturbüros, darunter die repräsentativen Großbauten wie das Hotel Kaiserhof, das Central-Hotel und das Lessingtheater, wurden im Zweiten Weltkrieg zerstört und anschließend abgetragen. Erhalten ist das ehemalige Warenhaus für Armee und Marine, Neustädtische Kirchstraße 4/5, das bis zum Mai 2008 als US-amerikanische Botschaft diente.

## Bauten
- 1861–1862: Villa für den Kaufmann G. Markwald in Berlin-Tiergarten, Tiergartenstraße 27 (zerstört)
- 1861-1862: Entwurf für einen als Wohn- und Lagerhaus zu errichtenden Kornspeicher auf Gentzrode bei Neuruppin für den Kaufmann Alexander Gentz (vom Bauherren abgelehnt)[1]
- 1864–1865: Wohnhaus für den Kaufmann Louis Gerson in Berlin-Tiergarten, Viktoriastraße 26 (1938 abgerissen)
- 1864–1871: Atelier und Villa für den Bildhauer Reinhold Begas in Berlin-Tiergarten, Stülerstraße 3-4 (1918 abgerissen)
- 1867: Wohnhaus für Minna Meyerbeer geb. Mosson (Witwe von Giacomo Meyerbeer) in Berlin-Tiergarten, Bellevuestraße 5 (nicht erhalten)[2][3]
- 1869–1870: Werksanlagen mit Verwaltungsgebäude für die Norddeutsche Fabrik für Eisenbahnbetriebs-Material AG in Berlin-Wedding, Am Nordufer 3 / Lynarstraße / Tegeler Straße / Triftstraße (vor 1910 abgebrochen)[4]
- 1869–1870: Villa für den Verleger Ferdinand Hirschwald in Berlin-Tiergarten, Bendlerstraße 27 (später 7) (zerstört)
- 1869–1872: Möbelhaus Pfaff in Berlin-Mitte, Französische Straße / Markgrafenstraße
- um 1870: Wohnhaus für Frau Stadtrat Seeger in Berlin-Tiergarten, Am Carlsbad 1 / Potsdamer Straße (nicht erhalten)[5]
- 1870–1872: Schlachthof in Budapest
- 1871–1872: Villa für den Bankier Benoit Oppenheim in Berlin-Tiergarten, Bellevuestraße[6]
- 1872–1873: Villa für Julius Hennicke in Berlin-Tiergarten, Rauchstraße 19 (zerstört)
- 1873–1876: Hotel Kaiserhof in Berlin-Mitte, Wilhelmplatz 3-5 (zerstört)
- um 1877: Villa für den Bankier Oscar Hainauer in Berlin-Tiergarten, Rauchstraße 23 (zerstört)
- 1879–1880: Central-Hotel in Berlin-Mitte, Friedrichstraße / Dorotheenstraße (zerstört)
Der glasgedeckte Innenhof wurde später zum Varieté Wintergarten ausgebaut.
- 1879–1880: Viktoriaspeicher in Berlin-Kreuzberg, Köpenicker Straße 24a (nicht erhalten)
- 1881: Empfangsgebäude des Preußischen Bahnhofs in Gera
- 1881–1882: Umbau des Deutschen Doms am Gendarmenmarkt in Berlin-Mitte
- 1886–1887: Warenhaus für Armee und Marine in Berlin-Mitte, Neustädtische Kirchstraße 4/5 (bis 2008 Botschaft der Vereinigten Staaten in Berlin)
- 1887–1888: Lessingtheater in Berlin, Friedrich-Karl-Ufer 1 (heute Kapelle-Ufer) (zerstört)
- 1889: Hotel Habsburger Hof in Berlin-Kreuzberg, Askanischer Platz 1 (zerstört)